# Renault Novaquatre
La Renault Novaquatre est une automobile du constructeur automobile Renault, commercialisée entre 1938 et 1940, à base de châssis et de carrosserie de Renault Celtaquatre et d'un moteur de Renault Primaquatre.

## Caractéristiques
Renault la présente à sa sortie comme une version économique de la Primaquatre. Sa puissance fiscale est de 14 CV (11 CV pour les assurances). Sa vitesse maximale est de 100 km/h.

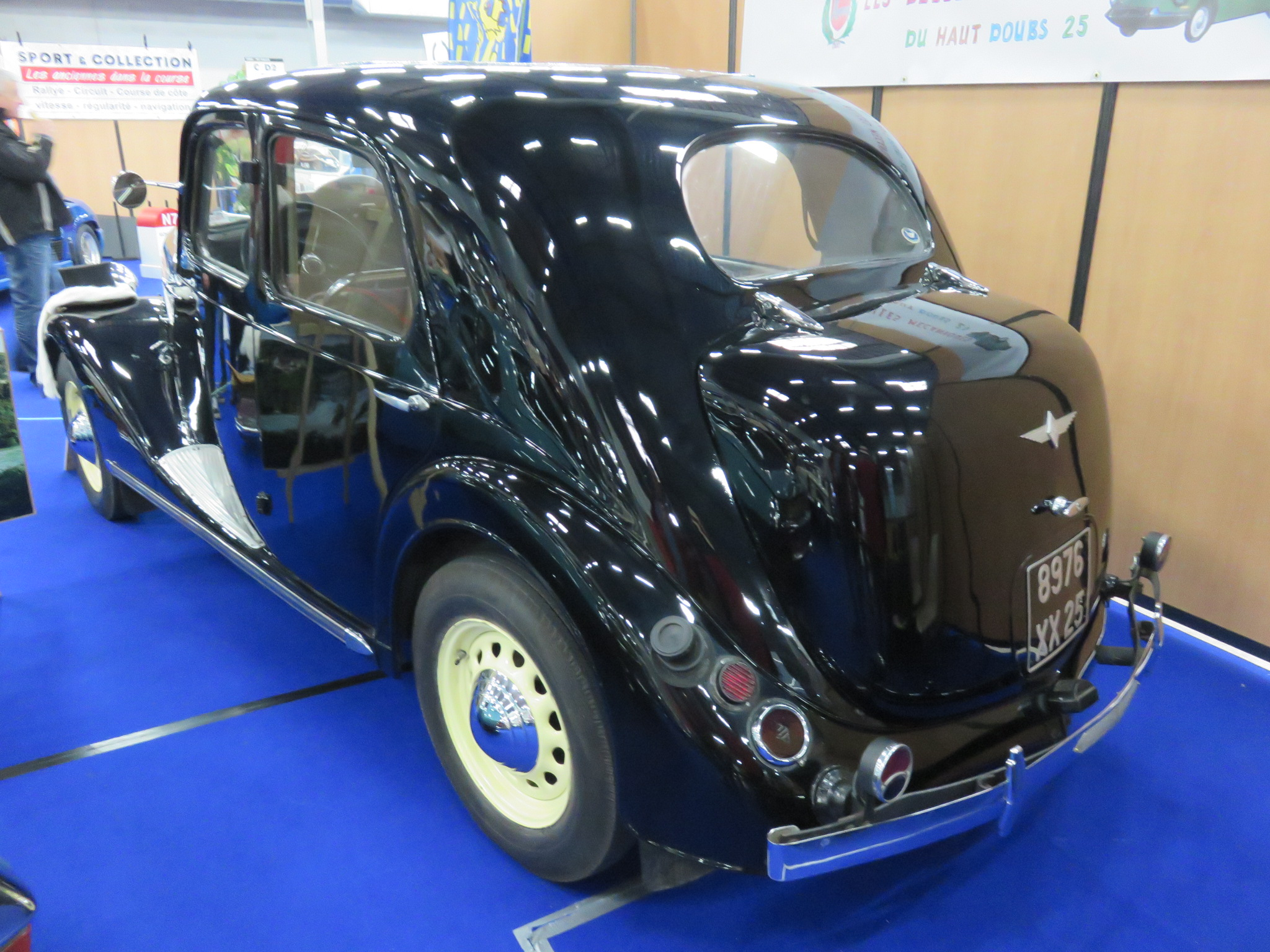
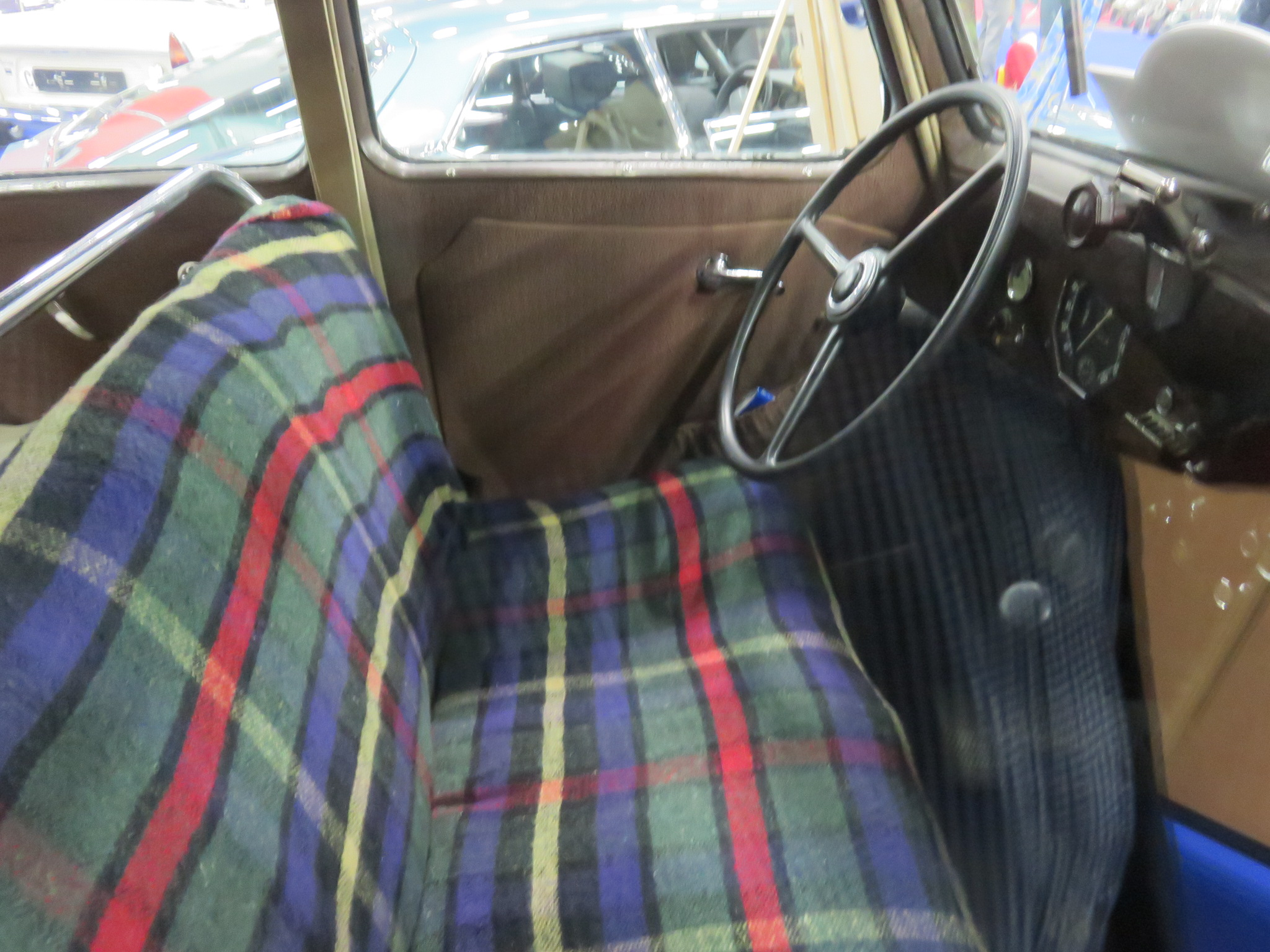

En 1940, durant l'occupation de la France par l'Allemagne, la cylindrée est réduite à 1 813 cm3 pour une puissance fiscale de 10 CV. Les freins à câbles sont remplacés par des freins hydrauliques Lockheed.

## Types
- 1937-1938 : BDJ1 (cylindrée de 2 400 cm3) : 10 766 exemplaires
- 1938-1939 : BDR1 et BDR2 (cylindrée de 2 400 cm3) 4 476 exemplaires(BDR1)/ 4 687 exemplaires(BDR2)
- 1940 : BFH 1 (cylindrée de 1 813 cm3) 202 exemplaires
- 1940-1944 : Prototype 107 E